# René Klein Horsman
René Klein Horsman (14 april 1965) is een Nederlands voormalig voetballer. Hij stond onder contract bij FC Zwolle.

## Statistieken
| Seizoen | Club      | Land      | Competitie     | Wed. | Goals |
| ------- | --------- | --------- | -------------- | ---- | ----- |
| 1991/92 | FC Zwolle | Nederland | Eerste divisie | 12   | 0     |
| Totaal  | Totaal    | Totaal    | Totaal         | 12   | 0     |